# 1022
| 1022               |
| ------------------ |
| Dødsfald - Fødsler |
|                    |

| Gregoriansk kalender | 1022 MXXII              |
| Ab urbe condita      | 1775                    |
| Armensk kalender     | 471 ԹՎ ՆՀԱ              |
| Kinesiske kalender   | 3718 – 3719 辛酉 – 壬戌 |
| Etiopisk kalender    | 1014 – 1015             |
| Jødisk kalender      | 4782 – 4783             |
| Hindukalendere       |                         |
| - Vikram Samvat      | 1077 – 1078             |
| - Shaka Samvat       | 944 – 945               |
| - Kali Yuga          | 4123 – 4124             |
| Iransk kalender      | 400 – 401               |
| Islamisk kalender    | 413 – 414               |

Konge i Danmark: Knud den Store 1019-1035
Se også 1022 (tal)